# Afrakirche (Urbach)

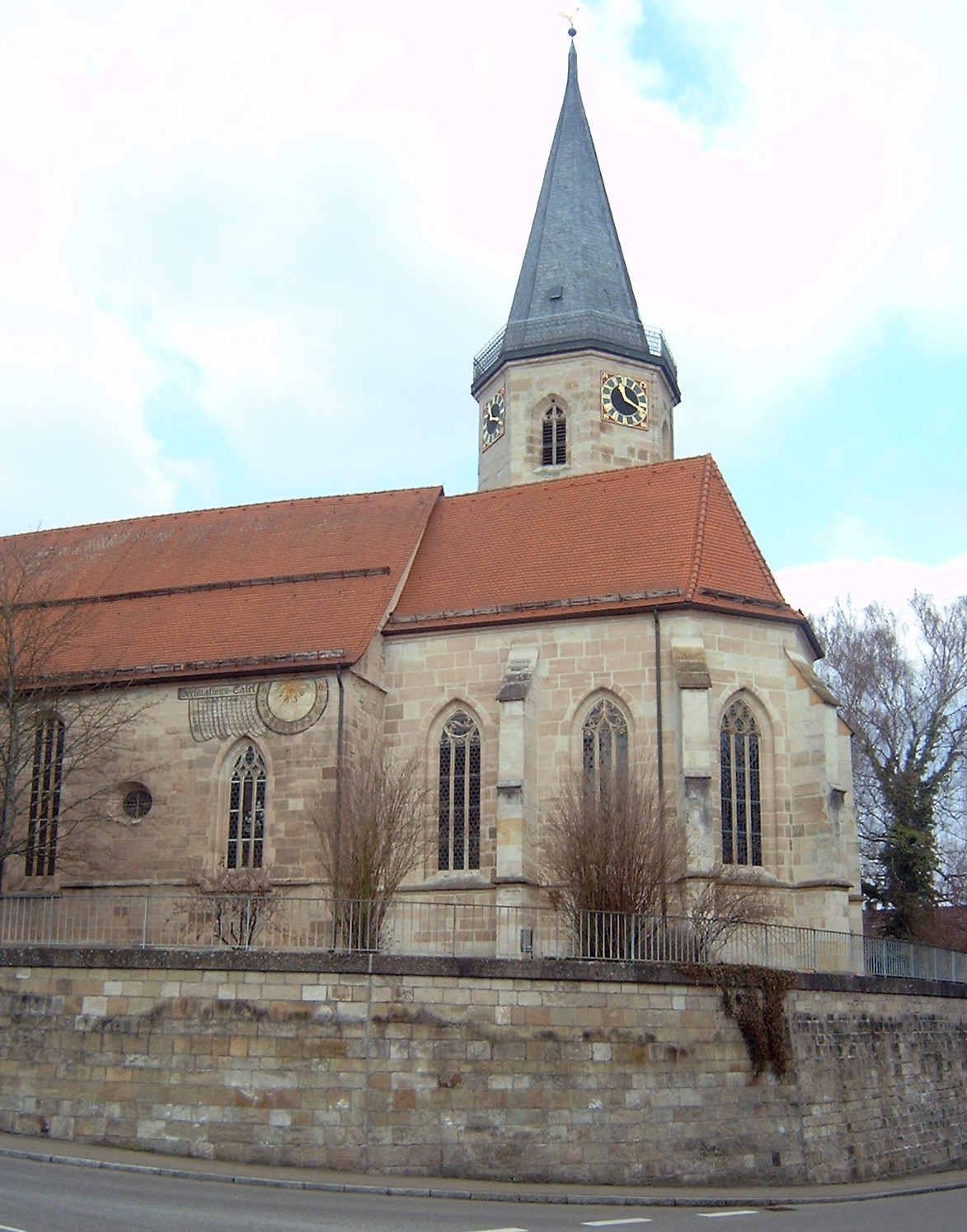
Afrakirche in Urbach

Die evangelische Afrakirche ist die Pfarrkirche von Urbach, einer Gemeinde im Rems-Murr-Kreis in Baden-Württemberg. Das Bauwerk ist beim Landesamt für Denkmalpflege Baden-Württemberg als Baudenkmal eingetragen. Die Kirchengemeinde gehört zum Kirchenbezirk Schorndorf der Evangelischen Landeskirche in Württemberg.

## Beschreibung

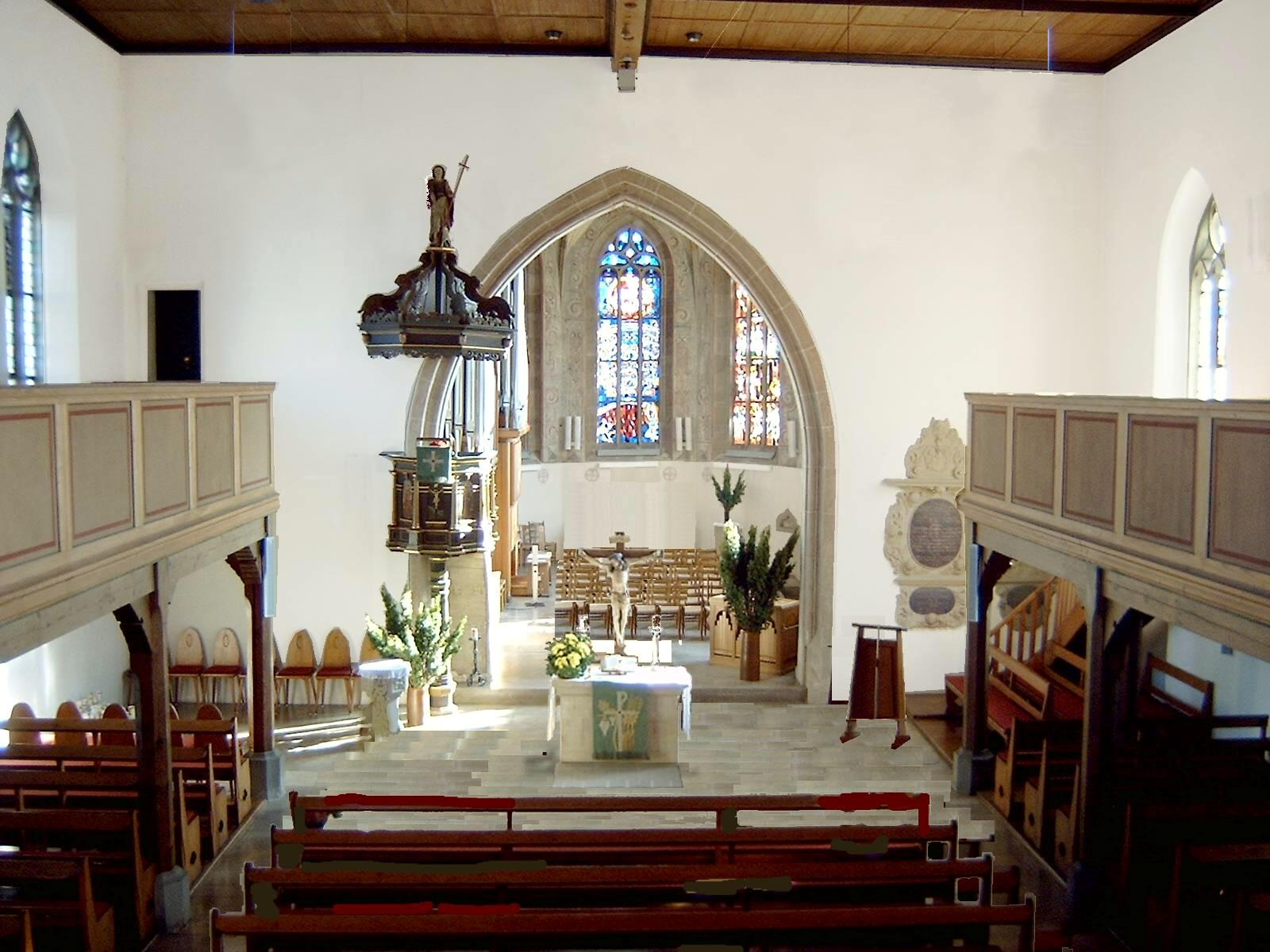
Blick zum Chor

Die ab 1483 aus Quadermauerwerk gebaute spätgotische Saalkirche wurde später nach Plänen von Martin Elsaesser umgestaltet. Sie besteht aus einem Langhaus, einem eingezogenen Chor und einem Chorflankenturm auf quadratischem Grundriss an der Nordwand des Chors. Die Wände des dreiseitig geschlossenen Chors öffnen sich zwischen den stützenden Strebepfeilern mit Maßwerkfenstern, die mit Fischblasen verziert sind. Der Turm erhielt 1884 ein achteckiges Geschoss für die Turmuhr und den Glockenstuhl, das einen schiefergedeckten Helm trägt.
Die Glasmalereien stammen von Leonhard Beck.

## Glocken
Das Geläute besteht aus insgesamt 5 Glocken, wovon eine Glocke im Freien in einem mobilen Glockenstuhl aufgehängt ist und nur zu Hochzeiten geläutet wird.
| Nr. | Name           | Gussjahr | Gießer, Gussort               | Durchmesser (mm) | Gewicht (kg) | Schlagton | Inschrift |
| 1   | Taufglocke     | 1621     | Hans Braun                    | 860              | 450          | b1        | Aus dem feier bin ich geflossen Hans Bravn hat mich gegossen. |
| 2   | alte Betglocke | 1922     | Schilling & Lattermann Apolda |                  | 1540         | e1        | In Vaterlands Not zum Opfer gebracht, im Frieden zu neuem Leben erwacht, will künden fernerhin mein Tönen Den Dank 113 gefallenen Söhnen Heute als Hochzeitsglocke im Freien aufgehängt |
| 3   | Zeichenglocke  | 1951     | Heinrich Kurtz Stuttgart      | 970              | 550          | gis1      | Jesus Christus gestern und heute und derselbe auch in Ewigkeit. |
| 4   | Kreuzglocke    | 2006     | Perner Passau                 | 1120             | 780          | fis1      | Einen anderen Grund kann niemand legen als dem der gelegt ist, Jesus Christus |
| 5   | Betglocke      | 2006     | Perner Passau                 | 1320             | 1300         | dis1      | Seid fröhlich in Hoffnung, geduldig in Trübsal, beharrlich im Gebet |